# سنينا
سنينا (بالسلوفاكية: Snina)‏ مدينة في شمال شرق سلوفاكيا وتتبع إقليم بريشوف.

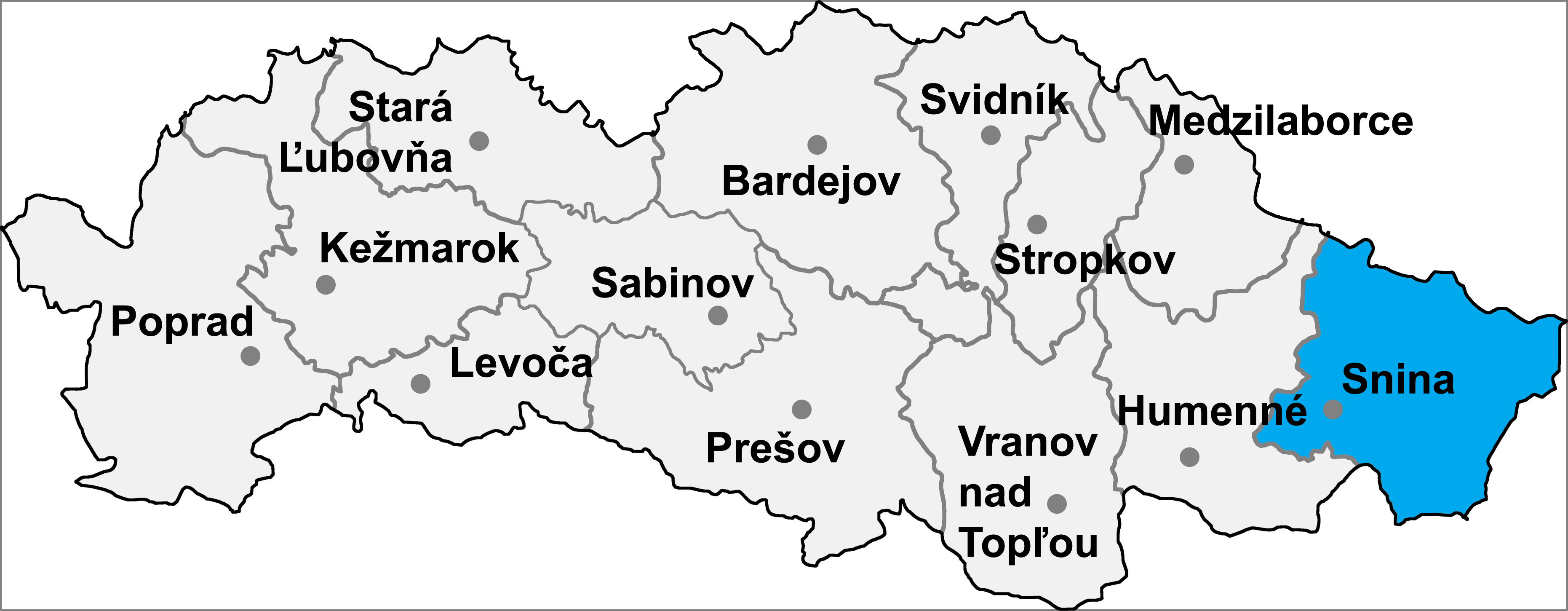
موقع سنينا في إقليم بريشوف

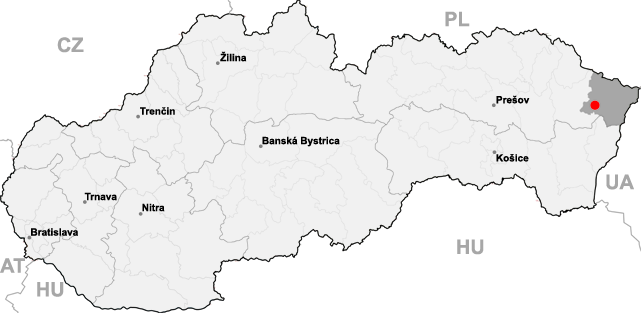
موقع سنينا في سلوفاكيا

## توأمة
لسنينا اتفاقيات توأمة مع كل من:
- كريمنشوك
- Khust [الإنجليزية]‏
- لسكو [الإنجليزية]‏
- Žarošice [الإنجليزية]‏
- Boguchwała [الإنجليزية]‏

## أعلام
- أوندري دودا